# Stefan Bradl
Stefan Bradl (Augsburg, Alemania Occidental; 29 de noviembre de 1989) es un piloto profesional de motociclismo que actualmente se desempeña como piloto probador de Honda Racing Corporation.
Ha ganado 7 carreras en su trayectoria deportiva, 2 en 125cc y 5 en Moto2. Fue campeón Mundial de Moto2 en 2011, mientras que en MotoGP resultó octavo en 2012 y séptimo en 2013. Es hijo de Helmut Bradl, subcampeón mundial de 250cc en 1991.

## Biografía
Comenzó en el CEV (Campeonato de España de Velocidad). En 2005 daría el salto a la cilindrada de 125cc donde correría primero con KTM y después con Aprilia, estaría 5 años consiguiendo dos victorias y un 4.º puesto en la general del 2008. En 2010 ascendería a Moto 2 tras firmar con Suter, en su primer año conseguiría una victoria y un 9.º puesto en la general. El siguiente año firmaría por Kalex donde lograría el campeonato mundial de Moto2 tras lograr 4 victorias, y superar a pilotos de la talla de Marc Márquez o Andrea Iannone.
Para 2012 daría el gran salto firmando por Honda para disputar la competición de MotoGP con la LCR Honda, obtuvo cuatro sexto lugares, tres quintos y un cuarto, y finalizó octavo en la tabla final donde fue el mejor novato del campeonato. En 2013 Bradl logró un segundo puesto, dos cuartos, cinco quintos y cuatro sextos pero se ausentó en dos carreras por lesión, de forma que terminó séptimo en el campeonato.

### Moto2

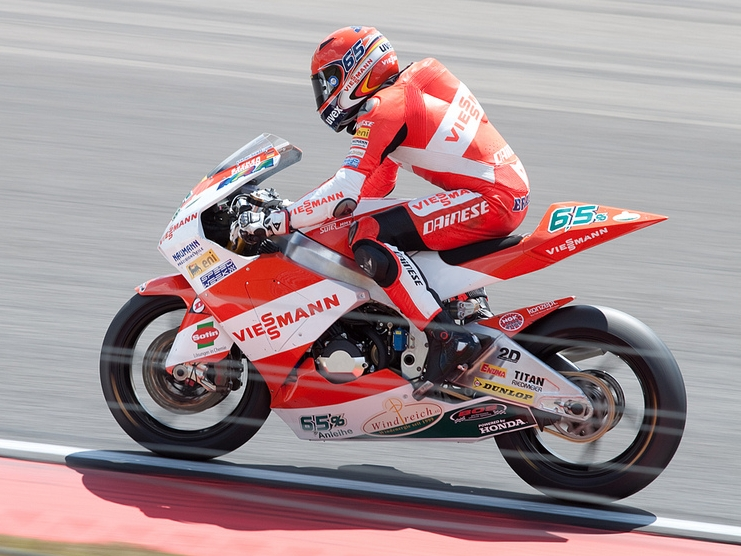
Bradl en el GP de los Países Bajos 2010

#### 2010
Después de ascender a Moto2 en 2010, terminó la temporada en el noveno lugar en el campeonato, con una victoria en Estoril.

#### 2011
La temporada 2011 vio a Bradl ganar cuatro de las primeras seis carreras, consiguiendo una ventaja considerable en el campeonato hasta que Marc Márquez encontró un ritmo significativo a mitad de la temporada. El campeonato parecía estar definido, con Bradl y Márquez teniendo el título a tiro a falta de dos carreras. Márquez, sin embargo, sufrió una fuerte caída durante la práctica libre del Gran Premio de Malasia, y no pudo competir por el resto de la temporada, debido a problemas de visión. Bradl fue coronado campeón del mundo en la última carrera de la temporada en Valencia, España.

### MotoGP

#### 2012
Bradl firmó por el equipo LCR Honda. Tuvo una buena temporada, corriendo consistentemente en el top 10, su mejor resultado fue el cuarto lugar obtenido en el Gran Premio de Italia. Completó la temporada en octavo lugar, ganando el Premio Novato del Año.

#### 2013
Bradl luchó consistentemente entre el segundo grupo de corredores, junto con Valentino Rossi, Cal Crutchlow y Álvaro Bautista. El punto culminante de su temporada fue la pole-position en el Gran Premio de Estados Unidos, en Laguna Seca, donde él también acabó segundo, alcanzando su primer podio en MotoGP. Un accidente hacia el final de la temporada en el Gran Premio de Malasia - en el que se rompió un tobillo - lo sacó de la contienda en la batalla por el quinto lugar con Bautista y Crutchlow. Él cerró la temporada en séptimo lugar con 156 puntos.

#### 2014
Bradl continuó corriendo para el LCR Honda. Sin embargo, el 2 de agosto de 2014, se anunció que Cal Crutchlow se uniría al LCR Honda para la temporada 2015 y montaría la especificación de fábrica de la Honda RC213V. Bradl posteriormente anunció su fichaje por el equipo NGM Forward Racing para 2015, montando una moto de especificación OPEN.

#### 2015
Para la temporada 2015, Bradl se trasladó al Forward Racing, montando una Yamaha Forward - donde se unió a Loris Baz, que llegó del Campeonato Mundial de Superbikes. En la mitad de la temporada, Bradl había conseguido 9 puntos, a pesar de perderse su carrera en casa en Sanchsenring debido a una lesión. Después de las vacaciones de verano, Bradl se fue del equipo, tras el arresto del jefe del equipo Giovanni Cuzari. En agosto, Bradl se unió al Gresini Racing para el resto de la temporada. Su asociación con Gresini comenzó con un 20 puesto en Indianápolis, y anotó sus primeros puntos para el equipo, con el 14 puesto en Brno.

#### 2016
Aprilia renueva a Bradl para la temporada 2016, aunque anuncia al piloto británico Sam Lowes para la temporada 2017. A mitad de temporada, Bradl anuncia que deja el Mundial de MotoGP al final de la temporada. Termina la temporada en la 16.ª posición con 63 puntos, siendo superado por su compañero Álvaro Bautista.

#### 2018
Como piloto probador de Honda, Bradl regresa al Mundial de MotoGP en la temporada 2018. Participa en el Gran Premio de Alemania con el equipo Estrella Galicia 0,0 Marc VDS como sustituto de Franco Morbidelli donde termina 16.º, en los Grandes Premios de la República Checa y San Marino como wildcard con los colores clásicos de Honda teniendo que abandonar en ambos, y es el encargado de sustituir a Cal Crutchlow en el equipo LCR Honda Castrol tras su accidente en el Gran Premio de Australia en los Grandes Premios de Malasia y Valencia donde termina 13.º y 9.º respectivamente, consiguiendo sus primeros puntos desde 2016.

#### 2019
Bradl vuelve a lucir los colores clásicos de Honda en parrilla de MotoGP en el Gran Premio de España, donde participa como wildcard terminando en la 10.ª posición. Tras la lesión de Jorge Lorenzo en el Gran Premio de los Países Bajos, HRC anuncia que Bradl será su sustituto en el equipo Repsol Honda en el Gran Premio de Alemania, donde vuelve a quedar 10.º, siendo este mejor resultado que el mejor conseguido por Jorge Lorenzo hasta ese momento. Se anuncia su presencia en Brno, con motivo del Gran Premio de la República Checa, en el que finalmente participa con el Repsol Honda tras la no recuperación a tiempo de Jorge Lorenzo, al que también sustituye en el Gran Premio de Austria.

#### 2020
Al igual en las dos temporadas anteriores, Honda tenía planeado que Bradl hiciese varias wildcards en diferentes Grandes Premios a lo largo de la temporada, algo que se vio truncado por las medidas que Dorna impuso para buscar la máxima seguridad posible como respuesta a la pandemia del coronavirus. Sin embargo, y por culpa de la lesión que Marc Márquez sufrió en el Gran Premio de España, y su posterior segunda operación, Bradl compite en el Gran Premio de la República Checa como sustituto de Márquez en el equipo Repsol Honda.

## Resultados

### Campeonato del Mundo de Motociclismo
Sistema de puntuación de 1993 hasta 2022:
| Posición | 1.º | 2.º | 3.º | 4.º | 5.º | 6.º | 7.º | 8.º | 9.º | 10.º | 11.º | 12.º | 13.º | 14.º | 15.º |
| Puntos   | 25  | 20  | 16  | 13  | 11  | 10  | 9   | 8   | 7   | 6    | 5    | 4    | 3    | 2    | 1    |

#### Por temporada
| Temp. | Cat.   | Moto           | Equipo                      | Carreras | Victorias | Podios | Poles | V.Ráp. | Pts. | Pos.  |
| ----- | ------ | -------------- | --------------------------- | -------- | --------- | ------ | ----- | ------ | ---- | ----- |
| 2005  | 125cc  | KTM            | Red Bull ADAC KTM Juniors   | 3        | 0         | 0      | 0     | 0      | 1    | 35.º  |
| 2006  | 125cc  | KTM            | Red Bull KTM Junior Team    | 9        | 0         | 0      | 0     | 0      | 4    | 26.º  |
| 2007  | 125cc  | Aprilia        | Blusens Aprilia             | 9        | 0         | 0      | 0     | 0      | 39   | 18.º  |
| 2008  | 125cc  | Aprilia        | Grizzly Gas Kiefer Racing   | 17       | 2         | 6      | 0     | 2      | 187  | 4.º   |
| 2009  | 125cc  | Aprilia        | Viessmann Kiefer Racing     | 16       | 0         | 0      | 0     | 0      | 85   | 10.º  |
| 2010  | Moto2  | Suter-Honda    | Viessmann Kiefer Racing     | 16       | 1         | 1      | 0     | 0      | 97   | 9.º   |
| 2011  | Moto2  | Kalex-Honda    | Viessmann Kiefer Racing     | 17       | 4         | 11     | 7     | 3      | 274  | 1.º   |
| 2012  | MotoGP | Honda          | LCR Honda MotoGP            | 18       | 0         | 0      | 0     | 0      | 135  | 8.º   |
| 2013  | MotoGP | Honda          | LCR Honda MotoGP            | 16       | 0         | 1      | 1     | 0      | 156  | 7.º   |
| 2014  | MotoGP | Honda          | LCR Honda MotoGP            | 18       | 0         | 0      | 0     | 0      | 117  | 9.º   |
| 2015  | MotoGP | Yamaha Forward | Athinà Forward Racing       | 8        | 0         | 0      | 0     | 0      | 9    | 18.º  |
| 2015  | MotoGP | Aprilia        | Aprilia Racing Team Gresini | 9        | 0         | 0      | 0     | 0      | 8    | 18.º  |
| 2016  | MotoGP | Aprilia        | Aprilia Racing Team Gresini | 17       | 0         | 0      | 0     | 0      | 63   | 16.º  |
| 2018  | MotoGP | Honda          | Equipo HRC                  | 2        | 0         | 0      | 0     | 0      | 0    | 24.º  |
| 2018  | MotoGP | Honda          | LCR Honda Castrol           | 2        | 0         | 0      | 0     | 0      | 10   | 24.º  |
| 2018  | MotoGP | Honda          | EG 0,0 Marc VDS             | 1        | 0         | 0      | 0     | 0      | 0    | 24.º  |
| 2019  | MotoGP | Honda          | Equipo HRC                  | 1        | 0         | 0      | 0     | 0      | 6    | 20.º  |
| 2019  | MotoGP | Honda          | Repsol Honda Team           | 3        | 0         | 0      | 0     | 0      | 10   | 20.º  |
| 2020  | MotoGP | Honda          | Repsol Honda Team           | 11       | 0         | 0      | 0     | 0      | 27   | 19.º  |
| 2021  | MotoGP | Honda          | Repsol Honda Team           | 3        | 0         | 0      | 0     | 0      | 8    | 22.º  |
| 2021  | MotoGP | Honda          | Honda HRC                   | 2        | 0         | 0      | 0     | 0      | 6    | 22.º  |
| 2022  | MotoGP | Honda          | Repsol Honda Team           | 6        | 0         | 0      | 0     | 0      | 2    | 26.º  |
| 2022  | MotoGP | Honda          | Equipo HRC                  | 1        | 0         | 0      | 0     | 0      | 0    | 26.º  |
| 2023  | MotoGP | Honda          | Repsol Honda Team           | 1        | 0         | 0      | 0     | 0      | 0    | 26.º  |
| 2023  | MotoGP | Honda          | HRC Team                    | 2        | 0         | 0      | 0     | 0      | 2    | 26.º  |
| 2023  | MotoGP | Honda          | LCR Honda Castrol           | 3        | 0         | 0      | 0     | 0      | 6    | 26.º  |
| 2024  | MotoGP | Honda          | HRC Test Team               | 4        | 0         | 0      | 0     | 0      | 0*   | 25.º* |
| Total | Total  | Total          | Total                       | 215      | 7         | 19     | 8     | 5      | 1252 |       |

- * Temporada en  curso.

#### Por categoría
| Cat.   | Temporadas    | 1.er Gran Premio | 1.er Podio          | 1.ª Victoria         | Carreras | Victorias | Podios | Poles | V.Rap | Pts. | CM |
| ------ | ------------- | ---------------- | ------------------- | -------------------- | -------- | --------- | ------ | ----- | ----- | ---- | -- |
| 125 cc | 2005–2009     | Cataluña 2005    | Catar 2008          | República Checa 2008 | 54       | 2         | 6      | 0     | 2     | 316  | 0  |
| Moto2  | 2010–2011     | Catar 2010       | Portugal 2010       | Portugal 2010        | 33       | 5         | 12     | 7     | 3     | 371  | 1  |
| MotoGP | 2012–Presente | Catar 2012       | Estados Unidos 2013 |                      | 128      | 0         | 1      | 1     | 0     | 565  | 0  |
| Total  | 2005–Presente | 2005–Presente    | 2005–Presente       | 2005–Presente        | 215      | 7         | 19     | 8     | 5     | 1252 | 1  |

#### Carreras por año
(Carreras en negrita indica pole position, carreras en cursiva indica vuelta rápida)
| Año  | Cat.   | Moto           | 1       | 2       | 3         | 4         | 5       | 6        | 7       | 8        | 9        | 10      | 11        | 12       | 13        | 14       | 15      | 16      | 17      | 18      | 19    | 20     | Pos. | Pts.  |
| ---- | ------ | -------------- | ------- | ------- | --------- | --------- | ------- | -------- | ------- | -------- | -------- | ------- | --------- | -------- | --------- | -------- | ------- | ------- | ------- | ------- | ----- | ------ | ---- | ----- |
| 2005 | 125cc  | KTM            | SPA     | POR     | CHN       | FRA       | ITA     | CAT Ret  | NED     | GBR      | GER 16   | CZE 15  | JPN       | MAL      | QAT       | AUS      | TUR     | VAL     |         |         |       |        | 35.º | 1     |
| 2006 | 125cc  | KTM            | SPA     | QAT 26  | TUR 19    | CHN 20    | FRA 18  | ITA 16   | CAT     | NED 31   | GBR Ret  | GER 18  | CZE 12    | MAL DNS  | AUS       | JPN      | POR     | VAL     |         |         |       |        | 26.º | 4     |
| 2007 | 125cc  | Aprilia        | QAT     | SPA     | TUR       | CHN       | FRA     | ITA      | CAT 9   | GBR      | NED 10   | GER 13  | CZE       | RSM 7    | POR 6     | JPN 15   | AUS Ret | MAL 13  | VAL Ret |         |       |        | 18.º | 39    |
| 2008 | 125cc  | Aprilia        | QAT 3   | SPA 4   | POR 8     | CHN 5     | FRA 6   | ITA 10   | CAT 4   | GBR Ret  | NED 12   | GER 2   | CZE 1     | RSM Ret  | IND 3     | JPN 1    | AUS 2   | MAL Ret | VAL Ret |         |       |        | 4.º  | 187   |
| 2009 | 125cc  | Aprilia        | QAT 8   | JPN 4   | SPA Ret   | FRA Ret   | ITA 8   | CAT 7    | NED 6   | GER Ret  | GBR Ret  | CZE 7   | IND 7     | RSM 6    | POR 4     | AUS Ret  | MAL Ret | VAL Ret |         |         |       |        | 10.º | 85    |
| 2010 | Moto2  | Suter          | QAT Ret | SPA 14  | FRA 9     | ITA 14    | GBR Ret | NED 19   | CAT     | GER 9    | CZE 9    | IND Ret | RSM 5     | ARA 9    | JPN 7     | MAL 7    | AUS 5   | POR 1   | VAL Ret |         |       |        | 9.º  | 97    |
| 2011 | Moto2  | Kalex          | QAT 1   | SPA 5   | POR 1     | FRA 3     | CAT 1   | GBR 1    | NED Ret | ITA 2    | GER 2    | CZE 3   | IND 6     | RSM 2    | ARA 8     | JPN 4    | AUS 2   | MAL 2   | VAL Ret |         |       |        | 1.º  | 274   |
| 2012 | MotoGP | Honda          | QAT 8   | SPA 7   | POR 9     | FRA 5     | CAT 8   | GBR 8    | NED Ret | GER 5    | ITA 4    | USA 7   | IND 6     | CZE 5    | RSM 6     | ARA Ret  | JPN 6   | MAL Ret | AUS 6   | VAL Ret |       |        | 8.º  | 135   |
| 2013 | MotoGP | Honda          | QAT Ret | AME 5   | SPA Ret   | FRA 10    | ITA 4   | CAT 5    | NED 6   | GER 4    | USA 2    | IND 7   | CZE 6     | GBR 6    | RSM 5     | ARA 5    | MAL DNS | AUS DNS | JPN 5   | VAL 6   |       |        | 7.º  | 156   |
| 2014 | MotoGP | Honda          | QAT Ret | AME 4   | ARG 5     | SPA 10    | FRA 7   | ITA Ret  | CAT 5   | NED 10   | GER 16   | IND Ret | CZE 7     | GBR 7    | RSM Ret   | ARA 4    | JPN 7   | AUS Ret | MAL 4   | VAL 8   |       |        | 9.º  | 117   |
| 2015 | MotoGP | Yamaha Forward | QAT 16  | AME Ret | ARG 15    | SPA 16    | FRA Ret | ITA Ret  | CAT 8   | NED Ret  | GER      |         |           |          |           |          |         |         |         |         |       |        | 18.º | 17    |
| 2015 | MotoGP | Aprilia        |         |         |           |           |         |          |         |          |          | IND 20  | CZE 14    | GBR Ret  | RSM 16    | ARA 18   | JPN 18  | AUS 21  | MAL 10  | VAL 18  |       |        | 18.º | 17    |
| 2016 | MotoGP | Aprilia        | QAT Ret | ARG 7   | AME 10    | SPA 14    | FRA 10  | ITA 14   | CAT 12  | NED 8    | GER DNS  | AUT 19  | CZE 14    | GBR Ret  | RSM 12    | ARA 10   | JPN 10  | AUS 11  | MAL 17  | VAL 13  |       |        | 16.º | 63    |
| 2018 | MotoGP | Honda          | QAT     | ARG     | AME       | SPA       | FRA     | ITA      | CAT     | NED      | GER 16   | CZE Ret | AUT       | GBR      | RSM Ret   | ARA      | THA     | JPN     | AUS     | MAL 13  | VAL 9 |        | 24.º | 10    |
| 2019 | MotoGP | Honda          | QAT     | ARG     | AME       | SPA 10    | FRA     | ITA      | CAT     | NED      | GER 10   | CZE 15  | AUT 13    | GBR      | RSM       | ARA      | THA     | JPN     | AUS     | MAL     | VAL   |        | 21.º | 16    |
| 2020 | MotoGP | Honda          | QAT C   | ESP     | AND       | CZE 18    | AUT 17  | EST 18   | RSM 18  | ERM DNS  | CAT 17   | FRA 8   | ARA 17    | TER 12   | EUR 12    | VAL 14   | POR 7   |         |         |         |       |        | 19.º | 27    |
| 2021 | MotoGP | Honda          | QAT 11  | DOH 14  | POR       | SPA 12    | FRA     | ITA      | CAT     | GER      | NED      | EST     | AUT       | GBR      | ARA       | RSM 14   | AME     | ERM     | ALG 15  | VAL     |       |        | 22.º | 14    |
| 2022 | MotoGP | Honda          | QAT     | INA     | ARG 19    | AME       | POR     | SPA Ret  | FRA     | ITA      | CAT Ret  | GER 16  | NED 18    | GBR 19   | AUT 17    | RSM 14   | ARA     | JPN     | THA     | AUS     | MAL   | VAL    | 2    | 26.º  |
| 2023 | MotoGP | Honda          | POR     | ARG     | AME Ret18 | ESP 1417  | FRA     | ITA      | GER     | NED 1322 | GBR      | AUT     | CAT       | RSM 1718 | IND 15Ret | JPN 1420 | INA     | AUS     | THA     | MAL     | QAT   | VAL    | 8    | 26.º  |
| 2024 | MotoGP | Honda          | QAT     | POR     | AME       | SPA 16Ret | FRA     | CAT 1918 | ITA     | NED      | GER 2019 | GBR     | AUT 22Ret | ARA      | RSM 14Ret | ERM      | INA     | JPN     | AUS     | THA     | MAL   | SLD 22 | 2*   | 25.º* |

- * Temporada en curso.

### Campeonato Mundial de Superbikes

#### Por temporada
| Temp. | Moto            | Equipo                  | Carreras | Victorias | Podios | Poles | V.Ráp. | Pts. | Pos. | CM |
| ----- | --------------- | ----------------------- | -------- | --------- | ------ | ----- | ------ | ---- | ---- | -- |
| 2017  | Honda CBR1000RR | Red Bull Honda WorldSBK | 18       | 0         | 0      | 0     | 0      | 67   | 14.º | –  |
| Total | Total           | Total                   | 18       | 0         | 0      | 0     | 0      | 67   |      |    |

- * Temporada en curso.

#### Carreras por año
| Año  | Marca | 1      | 1      | 2      | 2       | 3     | 3      | 4     | 4      | 5      | 5      | 6       | 6      | 7      | 7      | 8      | 8      | 9       | 9      | 10      | 10      | 11  | 11  | 12  | 12  | 13  | 13  | Pos. | Pts. |
| Año  | Marca | R1     | R2     | R1     | R2      | R1    | R2     | R1    | R2     | R1     | R2     | R1      | R2     | R1     | R2     | R1     | R2     | R1      | R2     | R1      | R2      | R1  | R2  | R1  | R2  | R1  | R2  | Pos. | Pts. |
| ---- | ----- | ------ | ------ | ------ | ------- | ----- | ------ | ----- | ------ | ------ | ------ | ------- | ------ | ------ | ------ | ------ | ------ | ------- | ------ | ------- | ------- | --- | --- | --- | --- | --- | --- | ---- | ---- |
| 2017 | Honda | AUS 15 | AUS 15 | THA 10 | THA Ret | SPA 9 | SPA 12 | NED 6 | NED 10 | ITA 10 | ITA 14 | GBR Ret | GBR 11 | ITA NC | ITA 10 | USA 11 | USA 11 | GER DNS | GER 13 | POR Ret | POR DNS | FRA | FRA | SPA | SPA | QAT | QAT | 14.º | 67   |

- * Temporada en curso.